# Laumesfeld
Laumesfeld é uma comuna francesa na região administrativa de Grande Leste, no departamento de Moselle. Estende-se por uma área de 8,3 km². Em 2010 a comuna tinha 290 habitantes (densidade: 34,9 hab./km²).